# Hans Stimmann
Hans Stimmann (Lubecca, 9 marzo 1941) è un architetto e urbanista tedesco.

## Biografia
Nel 1965 si laurea alla Scuola statale di Ingegneria dell'Università di Scienze Applicate di Lubecca. Nel 1970 incomincia a lavorare come architetto e progettista urbanistico a Francoforte sul Meno nel settore di progettazione di industrie, case e scuole.
Ha poi iniziato una specializzazione in Pianificazione Urbanistica e Regionale presso l'Università tecnica di Berlino, dove ha conseguito una laurea in Ingegneria; nel 1977 ottiene la laurea e lavora come consigliere tecnico al Ministero per l'edilizia di Berlino, incarico che ricopre per quattro anni.
Dal 1980 al 1985 è un membro dello staff accademico dell'Istituto di Pianificazione Urbanistica e Regionale presso la  Università tecnica di Berlino e ricercatore per il rinnovamento urbano e la preservazione dei valori all'Università tecnica di Amburgo.
Dal 1986 Stimmann ricopre prima l'incarico di senatore responsabile per la costruzione nella sua città d'origine, Lubecca, e poi all'Ufficio per la costruzione e ricerca urbana a Berlino. Tra il 1986 e il 1997 è Senatore dell'Housing nella città di Lubecca e Direttore per lo Sviluppo Urbano al Ministero per l'edilizia a Berlino.
Tra il 1996 e il 1999 è stato Assistente Segretario per lo Sviluppo Urbano, la Protezione ambientale e la Tecnologia. Egli concepì in questo periodo il piano per il centro della città ed è stato premuto per un piano di ricostruzione che si basasse sulla pianta storica e la tipologia architettonica locale.
Da dicembre 1999 a ottobre 2006 Stimmann ha nuovamente ricoperto la carica di Segretario per la pianificazione nel Dipartimento del Senato per lo Sviluppo Urbano. Durante questo periodo criticò più volte il progetto Topographie des Terrors a Berlino.